# Ulotrichopus longipalpus
Ulotrichopus longipalpus là một loài bướm đêm trong họ Erebidae.